# 舍海馬
34°53′57″N 1°18′24″E / 34.89917°N 1.30667°E
舍海馬（阿拉伯语：‎），是阿爾及利亞的城鎮，位於該國西北部提亞雷特省，由艾因代海卜區負責管轄，面積2,201平方公里，海拔高度1,116米，2008年人口8,181，人口密度每平方公里4人。